# العيون (السعودية)
مدينة العيون هي إحدى مدن محافظة الأحساء التابعة إدارياً المنطقة الشرقية شرق المملكة العربية السعودية. تقع جنوب بقيق وتبعد عنها حوالي 40 كيلو متر، وغرب الخليج العربي بمسافة نحو خمسين كيلو متراً، وتبعد عن مركز مدينة الأحساء بخمس وثلاثين كيلومتراً شمالاً، وعن جنوبي مدينة الدمام بنحو ثمانين كيلو متراً، وعن شرقي العاصمة الرياض بنحو ثلاثمائة كيلو متراً. ويمر بطرفها الغربي طريق الدمام الأحساء السريع وترتبط بـِميناء العقير التاريخي على ساحل الخليج العربي بطريق مباشر يبلغ طولها ست وسبعون كيلو متراً. وتقع بين خطي الطول 30 -49 و40-49 وخطي العرض 30—25 و45-25.

## تاريخها
يعود أصل تسمية العيون إلى وفرة العيون والينابيع بها، ويذكر الشيخ حمد الجاسر نقلاً عن شرح ديوان بن المقرب [1307 هـ] أن العيون ناحية من الشمال من الأحساء من البحرين زعموا انه كان بها اربعمائة عين كلها تجري وتسقي بساتين.
العيون مدينة ذات تاريخ عريق موغل في القدم، وقد جاء ذكرها في العديد من المصادر التاريخية والجغرافية والأدبية. وقد دلّت ملامح الاستيطان البشري في المنطقة على وجود أثار حضارة العُبيد في موقع " عين قناص" بمدينة العيون (4500-2500 ق. م). وأقدم ما جاء من ذكر العيون، ما ذكره ابن الكلبي المتوفى سنة 204 هـ ونقله البكري المتوفى سنة 487 هــ في كتابه معجم ما استعجم من أسماء البلاد والمواضع حيث يذكر: "ونزلت عامر بن الحارث بن انمار بن عمرو بن وديعة بن لكيز بن أفصى بن عبدلقيس، والعمور وهم بنو الديل بن عمرو، ومحارب بن عمرو، وعجل بن عمرو ابن وديعة بن لكيز بن أفصى، ومعهم عميرة بن أسد بن ربيعة حلفاء لهم الجوف والعيون والأحساء وذلك عند ذكره لافتراق ربيعة وإلى العيون ينسب العيونيين بني عبدلقيس الذين أزالوا حكم القرامطة من المنطقة وتغلبوا عليهم وبسطوا نفوذهم على ما يعرف قديماً بالبحرين من الكويت شمالاً حتى عمان جنوباً، وأطراف اليمامة غرباً فيما بين (466- 631 هـ) ومنهم الشاعر علي بن المقرب العيوني.

## العيون الحديثة
نالت العيون نصيباً من التطور في مختلف الميادين، إذ يوجد في مدينة العيون مختلف المرافق الحكومية منها:- مركز العيون التابع لإمارة الأحساء بالمنطقة الشرقية، الشرطة، الدفاع المدني، مستشفى مدينة العيون، المركز الصحي للرعاية الأولية، مركز الهلال الأحمر السعودي، بلدية العيون، وحدة مصلحة المياه والصرف الصحي، البريد، الاتصالات، المحكمة الشرعية، كتابة العدل، مركز هيئة الأمر بالمعروف والنهي عن المنكر، مدارس. والعيون هي المدينة الوحيدة التي يوجد فيها مدينة صناعية تابعة لوزارة التجارة والصناعة (مدن) بين محافظة الأحساء ومدينة الدمام 

## أحياء العيون
في العيون عدّة أحياء منها:
- الديرة القديم
- المعيزل
- الرفاع
- الحصيمه
- النسيم الأول (الصراه القديمه)
- النسيم الثاني (الصراه الجديده)
- المدينة الصناعيه
- الصناعيه الخارجيه
- القطّار
- السلطانية 1، و 2، و 3
- المقربيه
- مخطط شمال العقير
- مخطط الرابية
- المزارع الشماليه والشرقيه والجنوبيه

## مقابر العيون
- مقبرة الحصيمه
- مقبرة النهارش
- مقبرة الطليله
- مقبرة خط العقير

## الخدمات
لدى مدينة العيون مستشفى باسم مستشفى مدينة العيون يخدم اهاليها واهالي المراح والقرى التابعه لمدينة العيون 
.
ومن ضمن الخدمات مدارس العيون للبنين والبنات فيما يزيد عن عشرين مدرسة لمختلف المراحل الدراسية، والمكتبة العامة، الوحدة الصحية المدرسية، المعسكرالكشفي الدائم للقطاع الشمالي، المدينة الصناعية التابعة لوزراة الشؤون البلدية والقروية (بلدية العيون).
يوجد بالعيون عدد من الانشطة الخيرية والاجتماعية والرياضية مثل: جمعية مدينة العيون الخيرية، مكتب هيئة الإغاثة الإسلامية العالمية، مكتب توعية الجاليات والدعوة والإرشاد، حديقة العيون المستشفى وحديقة البلدية وحديقة نادي العيون وحديقة الحصيمة وحديقة السلطانية العامة، محكمة العيون، نادي الحي، نادي العيون، مؤسسات مصرفية ومالية، مؤسسات تجارية – ويقام بالعيون سوق شعبي أيام السبت والأربعاء بالقرب من البريد السعودي - كما تقام فعاليات البر في كيلو10 موقعها تكون على طريق العقير عند الكيلو 10 وتكون في اوقات المطر - وممشى بحوالي كيلو عند شارع الأمير سلطان.

## السكان
ينتمي أهل العيون إلى قبائل عربية استقرت فيها منذ القدم، وقد اكتسب آهل العيون لذلك مجموعة من الصفات العربية الحميدة، كالكرم والنخوة العربية. ويبلغ عدد سكان مدينة العيون نحو 60.000 نسمة وفق دراسة اعدتها الجمعية الوطنية للسكان في عام 1438هـ

## مجالس العيون
المجالس المفتوحة سمة لأهل العيون يقضون فيها أوقاتهم ويستقبلون فيها ضيوفهم، وهي مكان سمرهم، يدور فيها الشعر والرواية.

## ميناء العقير
ميناء العقير الذي يقع على الخليج العربي شرق المملكة لعربية السعودية ميناء تاريخي، وما زالت آثاره باقية حتى اليوم. بعض من المؤرخين يرجع ميناء العقير القديم إلى زمن الجر هائيين الذين استوطنوا شرق الجزيرة العربية واشتهرت مملكتهم بالملاحة وعلم البحر ومعرفة السواحل وذلك قبل الميلاد بستمائة سنة. وميناء العقير بعمارته التي تشهد على تاريخه الحافل يبقى أشهر ميناء تاريخي لم تستقبل أرصفته سفينة واحدة منذ أكثر من نصف قرن.

### الموقع
يقع ميناء العقير على الشاطئ الغربي للخليج العربي ويبعد عن مدينة العيون عبر الطريق البري التجاري القديم حوالي 76 كم. ووصف صاحب المناسك ميناء العقير بأنه فرضة الصين وعمان والبصرة وهي من منار البحرين منبر لبني الرجاف وربما جاء اسم العقير والعجير كما يسميه أهالي الأحساء من اسم قبيلة عجير التي سكنت المنطقة خلال الألف الأول قبل الميلاد وأوردت اسمها المصادر الكلاسيكية وقد يكون لاسمه دلالة جغرافية فقد ورد في معجم البلدان لياقوت الحموي أن العقر كل فرضة بين شيئين وتصغيرها عقير. ويعتبر ساحل العقير من أجمل السواحل الشرقية على ضفاف الخليج ويتميز الساحل بتداخل مياه الخليج بالشواطئ الرملية الضحلة وتنوع المظاهر الجغرافية وكثرة الرؤوس والخلجان والجذر. وتوجد بالعقير عدة جزر من أهم جزيرة الزخنونية وجزيرة الفطيم ويعتبر العقير سوقاً من الأسواق التجارية القديمة في فترة ما قبل الإسلام وأرتبط بسوق المشقر وسوق هجر حيث ذكر بعض المؤرخين أنه يقع على ساحل البحر ويلتقي فيه عدد كبير من تجار الأقاليم والاقطار المجاورة وتعرض فيه الوان شتى من محاصيل بلاد العرب ومنتجات البلاد الاجنبية وبعد دخول قبيلة عبد القيس في الإسلام ودخول هذه المنطقة طواعية في الإسلام الحنيف شهد ميناء العقير انطلاقة جحافل الجيوش الإسلامية التي فتحت بلاد فارس والهند ووصلت إلى مشارف بلاد الصين.

### أهمية العقير التجارية
يرتبط العقير بواحة الأحساء بطريق تجاري بري قديم شيدت عليه عدة قلاع وآبار للمياه من أهمها أم الذر وشاطر وبريمان وخوينج وقد شيدت هذه القلاع لحماية القوافل التجارية وتزويدها بالمياه. وتقدر عدد الاحمال التي تغادر ميناء العقير إلى الأحساء ما بين 250 إلى 300 حمل جمل تحمل أصناف البضائع من الأخشاب والمواد الغذائية والبن والهيل والبهارات والملابس والعطور والبخور والصندل حيث ترد من الهند والصين وإيران والعراق واليمن وحضرموت وعمان وتعود محملة بأهم منتجات الأحساء من التمور والدبس وفسائل النخيل وسعفها والصوف والموا شيء وبعض المنتجات اليدوية كالفخار. وتتميز العقير بكثرة الأسماك المشهورة بالجودة وطيب الطعم والنكهة.

### معالم العقير الأثرية والتاريخية

#### مبنى الجمارك
يقع بمحاذاة البحر ويتكون من قسمين في وحدة بنائية واحدة جنوبي وشمالي الأول: مستودع الجمارك: تمثله ساحة ذات سقف مدبب يغطي ستة أروقة بنيت جميع أعمدته بحجارة البحر (الفروش) استخدم لإيداع البضائع الواردة لإنهاء إجراءات الجمارك. الثاني: إدارة الجمارك: إلى الشمال من المستودع ويتكون من دورين يطلان من جهة البر على فناء يؤدي إلى مدخل ينفذ إلى البحر للوصول إلى رصيف الميناء. وعلى جانبيه حجرتي المكاتب، ويقف على جانبي الفناء المؤدي إلى المدخل سلما درج يلتقيان عند شرفة تعلو المدخل، وتشكل واجهة الميناء الغربية، ثم تمتد شرقاً لتكون ممراً وسطياً يطل على البحر لمراقبة فناء ورصيف الميناء وعلى جانبيه حجرتان طول كل واحدة عشرة أمتار وعرضها خمسة أمتار، وتتوج مبنى المكاتب بزخارف جصية جميلة.

#### الفرضــة
إلى الشرق من مبنى المكاتب باتجاه البحر فناء مكشوف بمحاذاة مبنى الإدارة والمستودعات يوازي رصيف الميناء المستطيل بطول (148 متراً) ويقسم إلى جزئين الأول مكشوف يمثل رصيف تفريغ البضائع والثاني مغمور بشكل نصف دائري لتسهيل رسو السفن وليعمل كمصد يخفف من ارتطام الأمواج بالرصيف. وتحيط بجميع حجرات الإدارة نوافذ خشبية مستطيلة الشكل تعلوها أقواس نصف دائرية.

#### مبنى القلعـة
يتكون من قصر الإمارة ذو المدخل المقوس، حيث تقوم على جانبيه مقصورتان رئيسيتان يزيد ارتفاعهما عن ستة أمتار ولكل منهما ست نوافذ مستطيلة تعلوها أقواس نصف دائرية مزينة بمثلثات زجاجية ملونة ذات مصاريع خشبية مزخرفة وخلفها قضبان حديدية. وجنوب القلعة يوجد المسجد ويتكون من رواقين أقيما على أعمدة مربعة وسداسية الشكل بنيت بحجارة البحر (الفروش) ومونة الجص.

#### مبنى الخان
استعمل منذ بداية القرن السابع الهجري كاستراحة للمسافرين ودوابهم ويحتوي على حجرات للنوم وقاعات لعرض البضائع، ويقع غرب الميناء. وبه غرف صغيرة ذات مداخل مقوسة وأبواب خشبية مستطيلة تعلوها غرف مسقوفة بخشب الكندل والباسكيل ومغطاة بالطين كانت تستخدم كسكن للعاملين بالميناء وكبار الزوار وتزاول فيها الأعمال التجارية من بيع وشراء وتخليص للبضائع. ويحيط بها سور بني بحجارة البحر وله بوابة من جهة الشمال تشرف على ساحة مكشوفة في الوسط.

#### مبنى برج أبو زهمول
بني سنة 1280 هـ ويعرف باسم برج الراكة لوجود شجرة آراك ضخمة بالقرب منه، وهو مبنى اسطواني الشكل يبلغ ارتفاعه عشرة أمتار، بني على تل مرتفع عما حوله ويصعد إليه بسلم حلزوني يوصل إلى أدواره الثلاثة، ويحيط به سور دائري يبلغ ارتفاعه ثلاثة أمتار، وتوجد بينهما بئر ماء عذب يستقي منها الذين يترددون على العقير وتأتي أهميتها لكونها البئر الوحدة العذبة في العقير. وأقيم البرج بجانبها حماية لها إذ يوجد بئران ارتوازيان فواران أحدهما بجوار مبنى الجمارك والآخر إلى الغرب ولكن مياهها غير صالحة للشرب.

#### تلال العقير- مخطط التلال الغربية
بالعقير مواقع أثرية ترتبط بالمواقع التي تم تعيينها بالمنطقة الشرقية وخاصة مواقع بقيق وشمال العيون ورأس القرية وجنوب ب قيق (موقع منجم الملح) ومواقع جنوب الظهران. وتمثل هذه المواقع تلال أثرية تمتد إلى الجنو ب الغربي من مباني الميناء تظهر بين كثبانها شواهد معمارية كجدران القلاع والمنازل والمدافن الدائرية وقنوات لري حول منطقة برج أبو زهمول إلى جهة الغرب. وقد قامت الوكالة الوزارة للآثار والمتاحف بوزارة التربية والتعليم (سابقا) لموسمين متتاليين عامي 1413/141 هـ بعمليات تنقيب في إحدى تلك التلال كشفت عن مب نى سكني إسلامي يرجع إلى القرن الثالث أو الرابع الهجري وعثر به على مواد أثرية منوعة، والمبني يرتكز على أساسات مباني.قديمة ترجع لفترة ما قبل الإسلام.